# Exposición Internacional de París de 1937

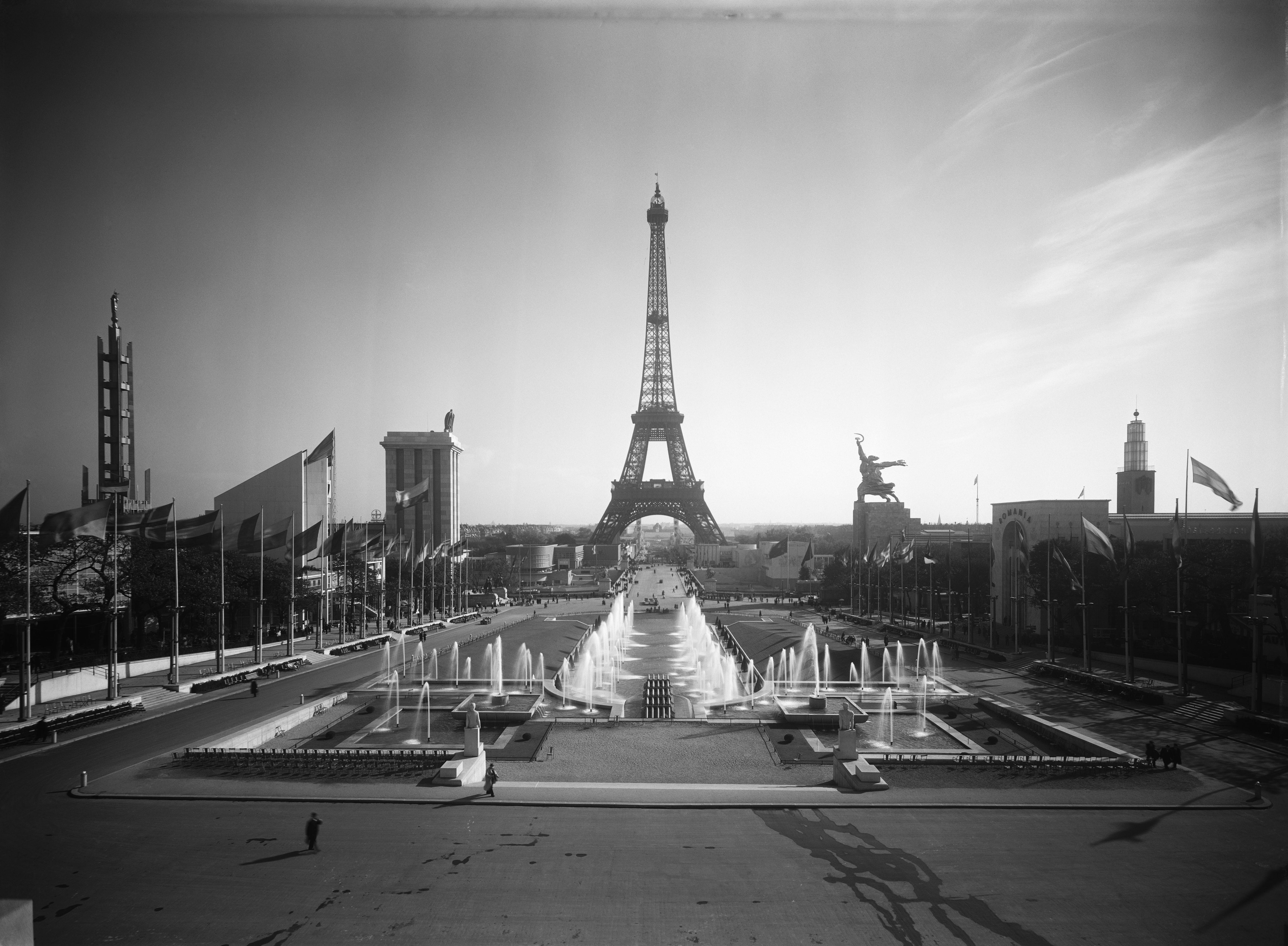
Vista de la Exposición con la Torre Eiffel de fondo, Jardines del Trocadero, y a cada lado de la exposición los pabellones de la Alemania nazi (izquierda) y de la Unión Soviética (derecha), simbolizando la división existente en el mundo en 1937, antesala de la Segunda Guerra Mundial.

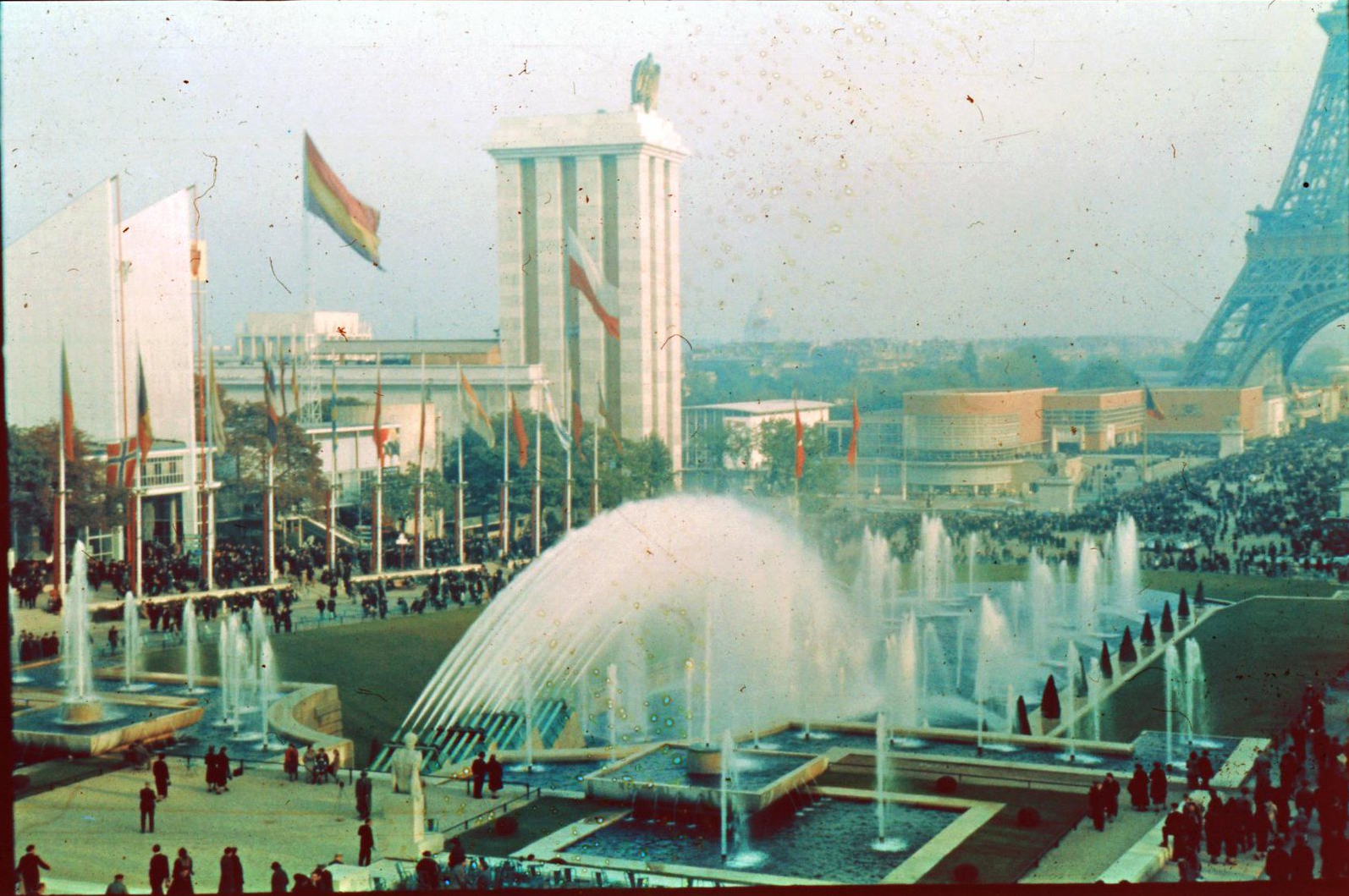
Pabellón de la República Española en París, se ve una Fontaine de Varsovie, 1937

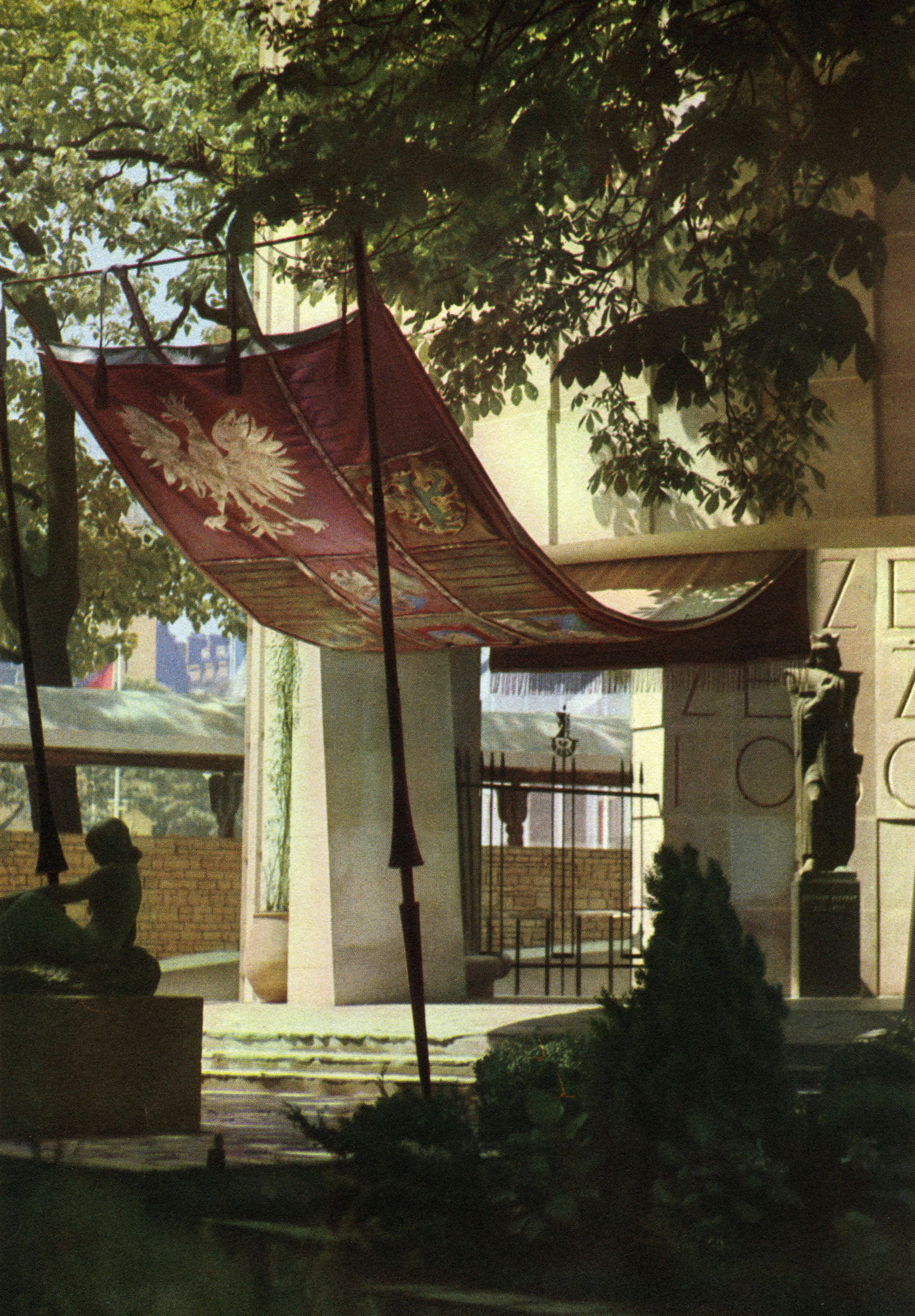
Pabellón polaco en París, 1937

La Exposición Internacional de París de 1937, oficialmente Exposición internacional de las artes y de las técnicas aplicadas a la vida moderna (en francés: Exposition internationale des arts et des techniques appliqués à la vie moderne), estuvo regulada por la Oficina Internacional de Exposiciones y tuvo lugar del 25 de mayo al 25 de noviembre de 1937, en París, la capital de Francia. El palacio del Trocadero fue demolido para construir el palacio de Chaillot, que alojó parte de la exposición. El Guernica de Pablo Picasso se expuso aquí por primera vez.

## Preparación de la exposición
La decisión de organizar una exposición internacional en París se tomó el 6 de julio de 1934.
El 19 de julio Edmond Labbé fue nombrado Comisario general del Gobierno Francés; Labbé eligió, entre otros, a colaboradores como Henri Giraud, juntos presentaron al parlamento francés un proyecto consistente para la organización  de la exposición. La exposición tenía como objetivo clave la demostración de que el arte y la tecnología no son conceptos opuestos; la exposición además se realizó en un contexto de crisis económica y tensión internacional, por lo que  la exposición también se marcó el objetivo de promover la paz mundial.

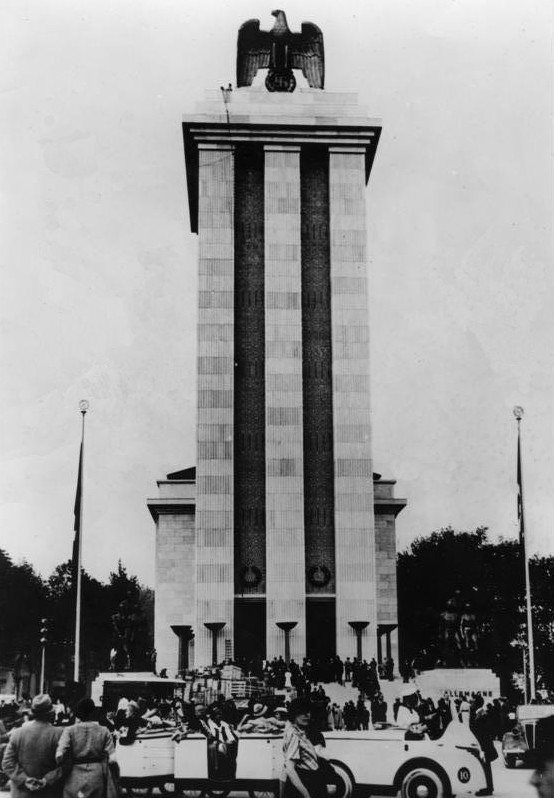
Pabellón de la Alemania nazi.

El proyecto, debido a la crisis económica, se presentó originalmente con un presupuesto austero; además la exposición debía ocupar exclusivamente los alrededores de la Torre Eiffel, hasta el Trocadero y el Campo de Marte.
La mayoría de los edificios debían ser de carácter temporal a excepción del Palacio de Chaillot, que sustituiría al antiguo Palacio del Trocadero.
Además, la Torre Eiffel se modernizaría y contaría con una nueva iluminación.
Entre otras reformas también se puede mencionar la demolición de la embajada polaca (por la que se indemnizó a Polonia), construyendo en su lugar el Palacio de Tokio (Palais de Tokyo). Los museos, además, se reorganizaron (en cuanto a las exposiciones) y el Hotel de Sagan fue comprado por el gobierno.
En 1936, algunos movimientos sociales como huelgas o incluso sabotajes retrasaron los trabajos en la exposición (se produjeron retrasos en la construcción de todos los pabellones, salvo en el de la Unión Soviética).
La inauguración estaba prevista para el 1 de mayo, día de los trabajadores y fecha importante para el actual partido en el poder, el Frente Popular francés. Pero los retrasos sufridos hacían albergar serias dudas de que fuera posible inaugurar la exposición en esa fecha, por ello, se hizo trabajar a los empleados tardes, domingos e incluso días festivos.
La exposición fue finalmente inaugurada el 25 de mayo, con menos de un mes de retraso; ese mismo día, se concedieron sendas medallas de oro a los dos pabellones más espectaculares: el pabellón de la Alemania Nazi y el pabellón de la Unión Soviética.

## La exposición

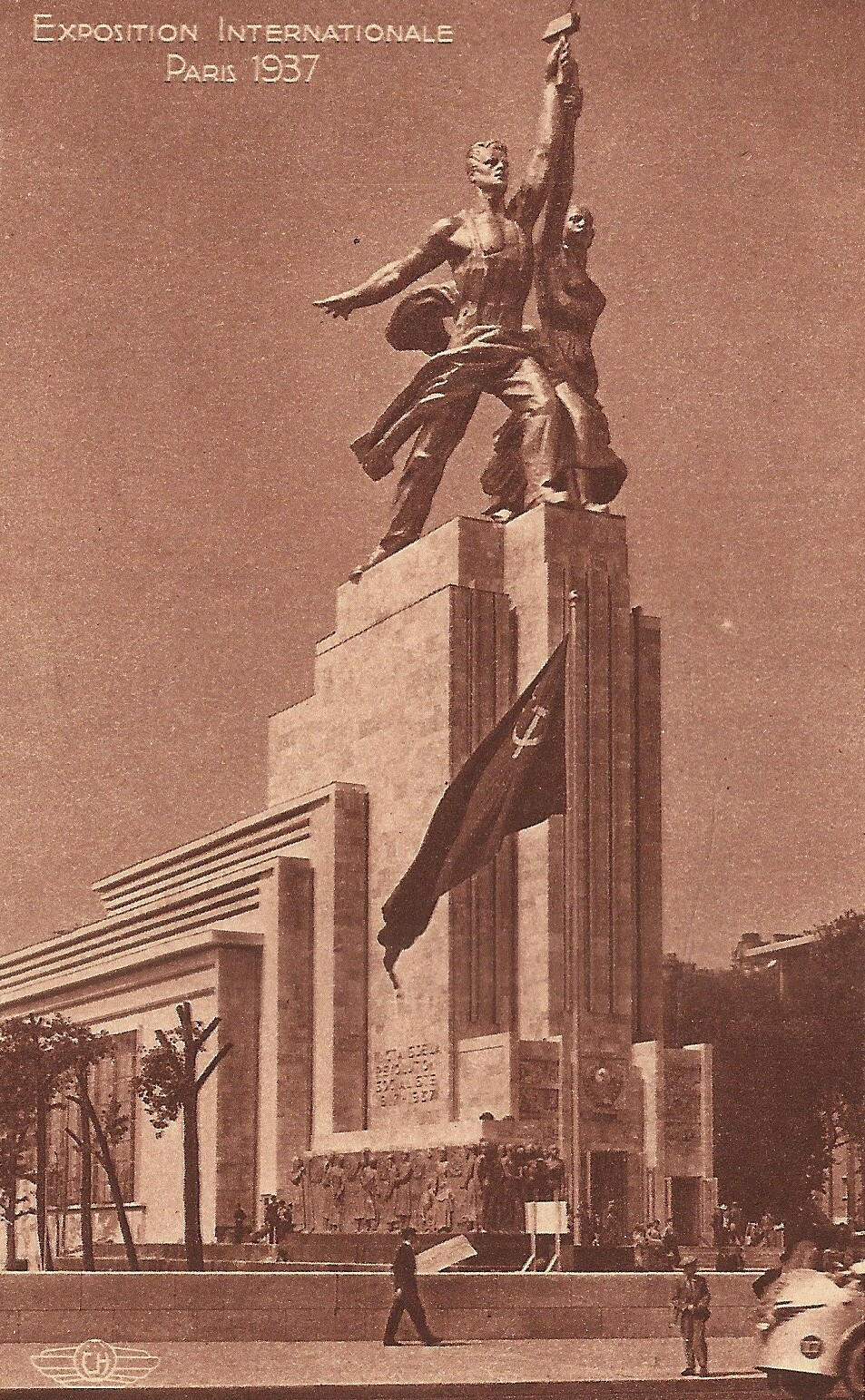
Pabellón de la Unión Soviética, obra de Borís Iofán.

La exposición estuvo dominada por la dura tensión internacional reinante en ese momento, y la fuerte oposición ideológica del momento, simbolizada en los pabellones de la Alemania Nazi y la Unión Soviética. Ambos pabellones se encontraban en la Place de Varsovie.
El nuevo Palacio de Chaillot fue mantenido tras la exposición. La célebre estatua «Obrero y koljosiana» de Vera Mújina, que adornaba el pabellón soviético, se encuentra actualmente en el Centro Panruso de Exposiciones de Moscú.
La exposición también fue una gran muestra de los nuevos conocimientos científicos, como lo demuestra el Palais de la Découverte (Palacio del Descubrimiento).

## Datos
- Superficie: 105 hectáreas.
- Países participantes: 44.
- Visitantes: 31.040.955.
- Coste: 1.443.288.391 francos franceses.